# Manfred Koutek
Manfred L. Koutek (* 29. März 1951 in Linz) ist ein österreichischer Maler, Zeichner  und Grafiker.

## Leben
Manfred Ludwig Ernst Koutek war der erste Sohn eines bekannten Baumeisters. Er besuchte das Aloisianum (Privatgymnasium – Jesuiten) in Linz, Freinberg, später das Akademische Gymnasium in Linz, Spittelwiese und wurde dann familiär bedingt an der HTL Linz zum Bautechniker und Architekturzeichner ausgebildet.
Im Jahr 1971 traf er während eines halbjährigen Aufenthalts im Schloss Cumberland in Gmunden den damals 67-jährigen Maler und Zeichner Ragimund Reimesch (1903–1980), der ihn zur künstlerischen Tätigkeit anregte und damit sein erster künstlerischer Lehrer war. Von da an begann Koutek, sich in allen malerischen und grafischen Techniken auszubilden, vorerst anhand von zahlreichen Kunstbüchern und in diversen einschlägigen Kursen und durch seine Besuche von internationalen Museen.
In den Jahren 1974 bis 1985 war Manfred Koutek zeitweilig Gasthörer an der Universität für künstlerische und industrielle Gestaltung Linz bei Alfred Billy und Dietmar Brehm.
1974 begann er mit seiner regen internationalen Ausstellungstätigkeit in Galerien, Museen und Kulturinstitutionen und ist seit 1978 ausschließlich als freischaffender Künstler tätig (Anerkennung des Österr. Bundesministerium).
Koutek ist und war Mitglied etlicher Kunst- und Kulturvereine, teils auch als Präsident und Vizepräsident. 1982 gründete er seine "ATELIER-GALERIE-HOFBERG 10" im Zentrum der historischen Linzer Altstadt in einem erstmals im Jahr 1390 urkundlich erwähnten Gebäude, dem „Apothekerhaus“.
Manfred Koutek arbeitet in Linz an der Donau und Leonding (OÖ), sowie in Cz.Krumlov und Thailand.
Koutek beschickte bisher rund 300 Ausstellungen im In- und Ausland, zahlreiche seiner Werke befinden sich in öffentlichen und privaten Sammlungen weltweit.

## Einzelausstellungen
- 1976 Ölbilder und Zeichnungen, Galerie in der Blutgasse, Wien
- 1976 Malerei – Graphik, Galerie Schonhoff, Kassel
- 1976 Peinture et Dessin, Galerie Diana, Paris
- 1978 Malerei und Graphik, Galerie Peithner-Lichtenfels, Wien
- 1978 Malerei und Graphik, Nebbiensches Gartenhaus, Frankfurt am Main
- 1978 Malerei und Grafik, Kleine Galerie Wien
- 1978 Malerei – Graphik; Galerie der Stadt Wels Wels, Stadtmuseum
- 1979 Öl – Collage – Graphik, Altstadt Galerie Stefan, Heidelberg
- 1980 Kosmischer Zyklus, Nordico – Museum der Stadt Linz
- 1980 Malerei und Grafik; Galerie Bartenstein, Wien
- 1981 Palette 81, Galerie im Traklhaus Salzburg
- 1984, 1988, 1993, Galerie Forum Wels
- 1986   Bezirksmuseum Braunau am Inn
- 1995   Ennsmuseum Kastenreith Weyer
- 1997   Malerei und Grafik, Galerie der Stadt Traun
- 2004   Landeskulturzentrum Ursulinenhof Linz
- 2009   Abstrakter Surrealismus & Romantischer Naturalismus – Bezirksmuseum Herzogsburg Braunau am Inn[1]
- 2009   Retrospektive und neue Werke. Galerie Artpark, Linz[2]
- 2009   Galerie Standl, Kunstpfad Bischofstrasse, Linz
- 2009   Schlossgalerie Mondsee, Mondsee
- 2011   WIFI – Kunstkontakte, "Abstrakter Surrealismus u. Romantischer Naturalismus", (Jubiläumsausstellung anlässl. 60. Geburtstag KOUTEK Manfred), Linz
- 2011   Galerie Dr.-Ernst-Korff-Stiftung, "Luftsprünge u. Wasserspiele", Linz
- 2012   Galerie Artpark, „Thailand 2012 und Neue Werke“, Linz
- 2013   44-er Haus städt. Galerie Leonding, "Surreale Parallelwelten", Leonding Linz, Höhenrausch II, die KUNSTSAMMLUNG
- 2016   Schlossgalerie Lamberg bei Steyr
- 2016   Galerie der Stadt Traun
- ( Ergänzung des vollständigen, aktuellen Ausstellungs-Verzeichnisses ist noch in Vorbereitung )

## Beteiligungen
- 1986  United Art Gallery, Wien
- 1988 A Danube Waltz, Gallery Onetwentyeight, New York City
- 1997  Nachbarn. Galerie Blickpunkt, Linz
- 2002  Jahresausstellung 2002. Künstlergilde Wels, Wels
- 2003  Künstlergilde Wels. Jahresausstellung 2003. Galerie Forum, Wels
- 2007  MK+MK Manfred Koutek & Manfred Kielnhofer. Artpark Linz
- 2006  Integrationsweltkugel. Artpark Linz
- 2009  Diskurse. Galerie Schloss Mondsee
- 2009  Iberische Kunst und Garteneröffnung. art.es_international_contemporary_art, España – Werkstatt Kollerschlag, Kollerschlag
- 2012  Künstlerhaus Wien

## Öffentliche Sammlungen
- Kunstsammlung des Landes Oberösterreich[3]

Werke von Manfred L.Koutek sind in vielen öffentlichen Sammlungen im In- und Ausland vertreten, außerdem befinden sich seine Werke in privaten Sammlungen auf allen Kontinenten.
Koutek beschickte seit 1974 rund 300 Ausstellungen in Museen, Galerien und Kunstinstitutionen im In- und Ausland.